# Inge Pohmann
Inge Pohmann (Breslavia, ... – Berlino, 26 gennaio 2005) è stata una tennista tedesca.

## Biografia
Nata come Inge Hartelt si sposò con l'allenatore di tennis Kurt Pohmann usando in competizione il cognome da coniugata, il figlio Hans-Jürgen è stato a sua volta un tennista di alto livello.

## Carriera
Attiva nel secondo dopoguerra raggiunse in tre diverse occasioni la finale del German Championships uscendone sempre sconfitta, vinse i titoli nazionali tedeschi nel 1950, 1951 e 1953.
Partecipò a due edizioni del torneo di Wimbledon arrivando al terzo turno durante il doppio femminile nel 1955 in coppia con la connazionale Erika Vollmer.
Nel 1950 le venne assegnato il lauro d'argento dalla federazione tedesca risultando la prima donna a ricevere l'onorificenza.